# رادیتور (دارو)

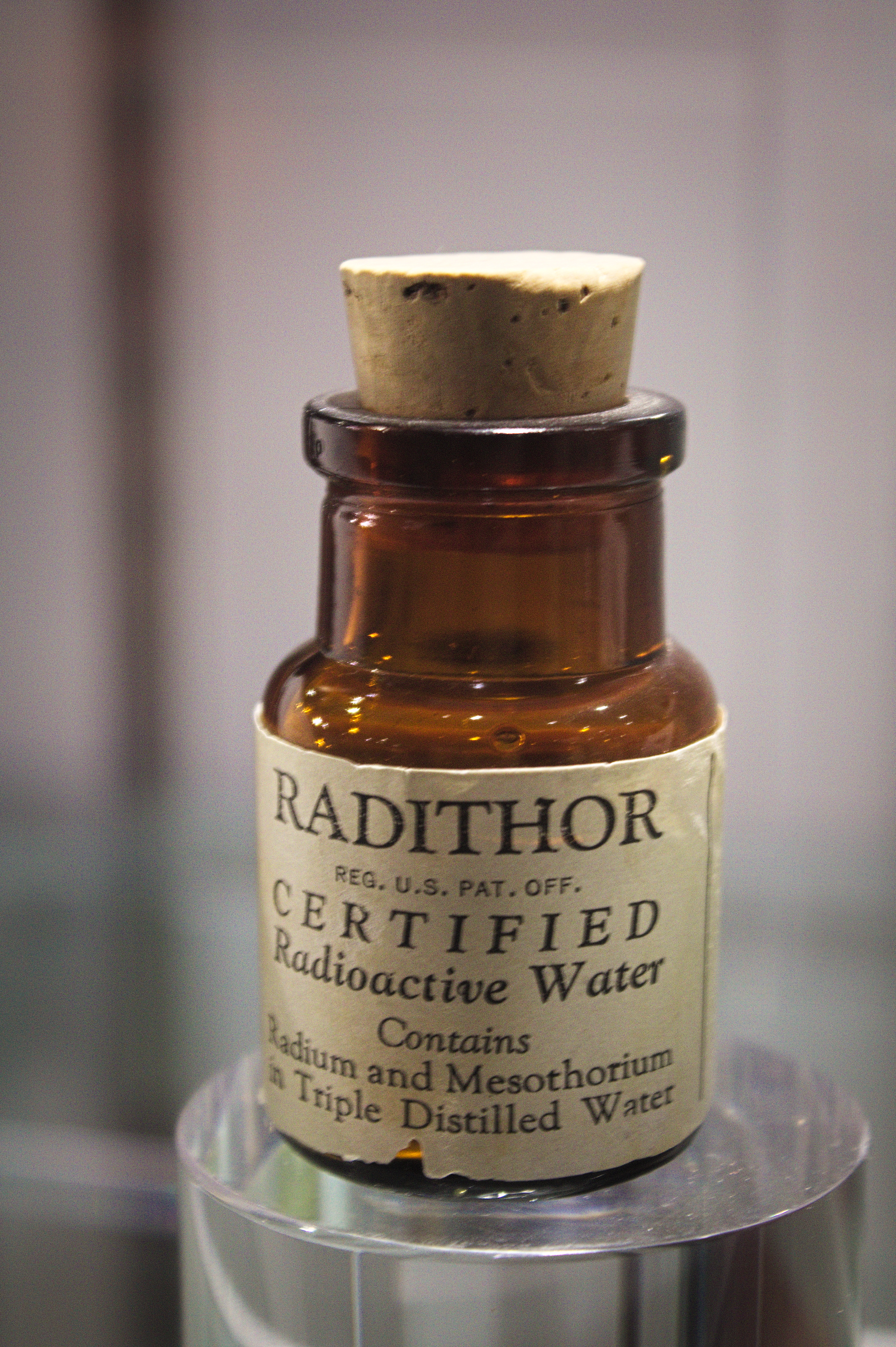
بطری «داروی» رادیتور

رادیتور (به انگلیسی: Radithor) یک «داروی» رادیواکتیو بود که شامل آب مقطر حاوی عنصر رادیوم با ایزوتوپ‌های حل شده 226RA و 228Ra بود و در ایالات متحده آمریکا تولید می‌شد.
این «دارو» پس از جنگ جهانی اول تا سال ۱۹۳۱م (بیش از ۱۲ سال) در شرکت Bailey Radium Laboratories, Inc تحت مدیریت ویلیام جان بیلی، فارغ‌التحصیل دانشگاه هاروارد، به عنوان داروی شفابخش و انرژی‌زا تولید می‌شد. شعار تبلیغات «برای شفای زنده‌های مرده» و «آفتاب ابدی» بود که بسیار مورد استقبال مردم قرار گرفت. این ماده گران‌قیمت سریعاً مورد توجه قشر مرفه جامعه آمریکا قرار گرفت و صدها هزار بسته سفارش داده شد… و در نتیجه بسیاری از مصرف‌کنندگان ناخوش شده و جان خود را از دست دادند.
پس از آنکه ورزشکار معروف آمریکایی Eben Byers در سال ۱۹۳۲ با مصرف این دارو دندان‌هایش را از دست داد و مبتلا به چند گونه سرطان گشته و جان خود را ازدست داد، کیفیت این دارو زیر سؤال رفت و به مرور زمان از بازار خارج شد.